# Bingöl (circonscription électorale)
Pour les articles homonymes, voir Bingöl (homonymie).
La circonscription électorale de Bingöl correspond à la province du même nom et envoie 3 députés à la Grande Assemblée nationale de Turquie.

## Composition
La circonscription de Bingöl est divisée en 8 districts (ilçe). Chaque district est composé d'un chef-lieu et de municipalités (communes et villages).

## Résultats électoraux

### Élections législatives de juin 2015
| Partis                   | Partis                                        | Voix | %   | Sièges | +/-           | Élus                                |
| ------------------------ | --------------------------------------------- | ---- | --- | ------ | ------------- | ----------------------------------- |
|                          | Parti de la justice et du développement (AKP) |      |     | 2      |               | Şebnem Kocakelçi et Enver Fehmioğlu |
|                          | Parti démocratique des peuples (HDP)          |      |     | 1      | Nv.           | Hişyar Özsoy                        |
|                          |                                               |      |     |        |               |                                     |
| Total                    | Total                                         |      | 100 | 3      | en stagnation | -                                   |
| Inscrits / participation |                                               |      |     |        |               |                                     |

### Élections législatives de novembre 2015
| Partis                   | Partis                                        | Voix | %   | Sièges | +/-           | Élus                             |
| ------------------------ | --------------------------------------------- | ---- | --- | ------ | ------------- | -------------------------------- |
|                          | Parti de la justice et du développement (AKP) |      |     | 2      | en stagnation | Cevdet Yılmaz et Enver Fehmioğlu |
|                          | Parti démocratique des peuples (HDP)          |      |     | 1      | en stagnation | Hişyar Özsoy                     |
|                          |                                               |      |     |        |               |                                  |
| Total                    | Total                                         |      | 100 | 3      | en stagnation | -                                |
| Inscrits / participation |                                               |      |     |        |               |                                  |

### Élections législatives de 2018
| Partis                   | Partis                                        | Voix    | %     | Sièges | +/-           | Élus                            |
| ------------------------ | --------------------------------------------- | ------- | ----- | ------ | ------------- | ------------------------------- |
|                          | Parti de la justice et du développement (AKP) | 80 022  | 55,28 | 2      | en stagnation | Cevdet Yılmaz et Feyzi Berdibek |
|                          | Parti démocratique des peuples (HDP)          | 38 803  | 26,80 | 1      | en stagnation | Erdal Aydemir                   |
|                          | Parti d'action nationaliste (MHP)             | 8 502   | 5,87  | 0      | en stagnation |                                 |
|                          | Parti de la cause libre (HÜDA PAR)            | 6 301   | 4,35  | 0      | en stagnation |                                 |
|                          | Le Bon Parti (İYİ)                            | 5 909   | 4,08  | 0      | Nv.           |                                 |
|                          | Parti républicain du peuple (CHP)             | 3 312   | 2,29  | 0      | en stagnation |                                 |
|                          | Parti de la félicité (SP)                     | 1 570   | 1,08  | 0      | en stagnation |                                 |
|                          | Parti patriote (VATAN)                        | 344     | 0,24  | 0      | en stagnation |                                 |
|                          |                                               |         |       |        |               |                                 |
| Total                    | Total                                         | 144 763 | 100   | 3      | en stagnation | -                               |
| Inscrits / participation | Inscrits / participation                      | 181 265 | 81,21 |        |               |                                 |

### Élections législatives de 2023
| Partis                   | Partis                                        | Voix    | %     | Sièges | +/-           | Élus                             |
| ------------------------ | --------------------------------------------- | ------- | ----- | ------ | ------------- | -------------------------------- |
|                          | Parti de la justice et du développement (AKP) | 58 635  | 38,99 | 2      | en stagnation | Feyzi Berdibek et Zeki Korkutata |
|                          | Parti de la gauche verte (YSP)                | 35 815  | 23,92 | 1      | en stagnation | Ömer Faruk Hülakü                |
|                          | Parti d'action nationaliste (MHP)             | 20 341  | 13,59 | 0      | en stagnation |                                  |
|                          | Nouveau parti de la prospérité (YRP)          | 14 903  | 9,95  | 0      | Nv.           |                                  |
|                          | Parti républicain du peuple (CHP)             | 8 702   | 5,81  | 0      | en stagnation |                                  |
|                          | Le Bon Parti (İYİ)                            | 3 018   | 2,02  | 0      | en stagnation |                                  |
|                          | Parti de la grande unité (BBP)                | 820     | 0,55  | 0      | en stagnation |                                  |
|                          | Parti de gauche (SOL)                         | 686     | 0,46  | 0      | en stagnation |                                  |
|                          | Parti de la patrie (M)                        | 566     | 0,38  | 0      | Nv.           |                                  |
|                          | Parti de la justice (AP)                      | 347     | 0,23  | 0      | Nv.           |                                  |
|                          | Parti de la justice et de l'unité (AB)        | 243     | 0,16  | 0      | Nv.           |                                  |
|                          | Parti des droits et libertés (HAK)            | 203     | 0,14  | 0      | en stagnation |                                  |
|                          | Parti de la mère patrie (ANAP)                | 199     | 0,13  | 0      | en stagnation |                                  |
|                          | Parti des travailleurs de Turquie (TIP)       | 144     | 0,10  | 0      | en stagnation |                                  |
|                          | Parti communiste de Turquie (TKP)             | 139     | 0,09  | 0      | en stagnation |                                  |
|                          | Parti de la nation (MP)                       | 128     | 0,09  | 0      | en stagnation |                                  |
|                          | Parti de libération du peuple (HKP)           | 122     | 0,08  | 0      | en stagnation |                                  |
|                          | Parti de l'union du pouvoir (GBP)             | 116     | 0,08  | 0      | Nv.           |                                  |
|                          | Parti jeune (GP)                              | 114     | 0,08  | 0      | en stagnation |                                  |
|                          | Parti patriote (VATAN)                        | 97      | 0,06  | 0      | en stagnation |                                  |
|                          | Mouvement communiste (TKH)                    | 64      | 0,04  | 0      | Nv.           |                                  |
|                          | Parti de la victoire (ZP)                     | 49      | 0,03  | 0      | Nv.           |                                  |
|                          | Parti de l'innovation (YP)                    | 39      | 0,03  | 0      | Nv.           |                                  |
|                          | Parti de la route nationale (MYP)             | 1       | 0,00  | 0      | Nv.           |                                  |
|                          | Indépendants (Ind.)                           | 4 215   | 2,82  | 0      | en stagnation |                                  |
|                          |                                               |         |       |        |               |                                  |
| Total                    | Total                                         | 149 706 | 100   | 3      | en stagnation | -                                |
| Inscrits / participation | Inscrits / participation                      | 193 535 | 78,67 |        |               |                                  |